# Vingt Rosado
Jerônimo Vingt Rosado Maia (Mossoró, 13 de janeiro de 1918 — Mossoró, 2 de fevereiro de 1995) foi um político brasileiro. Exerceu o mandato de deputado federal constituinte em 1988, além de vereador e prefeito de Mossoró e deputado federal.
Nasceu no dia 13 de janeiro de 1918 em Mossoró, centro econômico e político do interior do estado do Rio Grande do Norte. Filho de Isaura Rosado Maia e Jerônimo Rosado, foi casado com Maria Lurdes Bernardete da Escócia Rosado e teve três filhos, entre os quais uma era adotiva.
Ingressou na política em 1948, quando assumiu o cargo de vereador da cidade em que nasceu. Em 1953, deixou a Câmara Municipal para assumir a prefeitura de Mossoró, função que exerceu até outubro de 1958, ano em que foi eleito deputado estadual pelo Rio Grande do Norte. Tomando posse em fevereiro de 1959, tornou-se o primeiro vice-presidente da Assembleia Legislativa de seu estado.
Em outubro 1962 foi eleito deputado federal, cargo que assumiu em fevereiro e permaneceu até 1991, sendo reeleito sete vezes. Nesse período, foi membro de comissões e deputado federal da constituinte, de 1986 a 1988.

## Vida pessoal
Jerônimo Vingt Rosado Maia nasceu no dia 13 de janeiro de 1918 em Mossoró, Rio Grande do Norte. Filho de Isaura Rosado Maia e Jerônimo Rosado, teve influência familiar para entrar na política, já que seus irmãos - Jerônimo Dix-Sept Rosado Maia, governador do Rio Grande do Norte no ano de 1951, e Jerônimo Dix-Huit Rosado Maia, deputado federal de 1951 a 1959 e senador de 1959 a 1967, ambos pelo Rio Grande do Norte - fizeram carreira no setor.
Para a sua formação, fez diversos cursos e atuou em diferentes áreas. Entre eles, o de farmácia, de oficial da reserva do Exército, no Corpo de Saúde e também de comércio. Foi proprietário agrícola, pecuarista e industrial, também tendo exercido as funções de  farmacêutico, assim como seu pai, e contador.

## A família Rosado no Poder Executivo
A família Rosado dominou grande parte do poder executivo até o ano de 1948. Como uma estratégia de revezamento, apostaram na construção de um imaginário local, ou seja, na criação de uma imagem de progresso para a região. Tal imagem foi impulsionada pela criação e participação em diversas instituições intelectuais, que demarcavam o surgimento de uma elite cultural no estado. Consequentemente, nascia a visão dos políticos profissionais, aptos para o governo.
A partir da eleição de Dix-Sept Rosado para prefeito, observa-se a permanência do cargo entre membros da família ou entre seus apoiadores.
A tese de Renato Amado Peixoto (2010) reforça a visão. Peixoto demonstra como na primeira década do século XX e última década do século XIX, o Estado do Rio Grande do Norte organizou seus arranjos políticos por meio de arranjos familiares que produziram, de diversas maneiras, identidades distintas.
A história da família começa com a chegada do Paraibano Jerônimo Rosado, o patriarca, a Mossoró, em 1890, aceitando o convide do amigo, Francisco Pinheiro de Almeida Castro, para inaugurar uma nova farmácia na cidade.
Farmacêutico, formou-se no Rio de Janeiro e teve seus estudos financiados por nomes da política do estado, o que revela sua conexão com personalidades.
O Patriarca Rosado construiu sua carreira até assumir a liderança do Partido Liberal. Apoiou a carreira política de Almeida Castro e era tido como um homem de prestígio social.
A força da família no comércio, nas relações políticas e na indústria - que os deu grande poderio econômico, proveniente das indústrias extrativistas de sal e gipsita - consolidou seu poder político. Sua condição econômica foi essencial para construir sua imagem como um político preparado.
Mas esse desejo de construir estrategicamente uma imagem pública de prestígio não é exclusivo da família Rosado, pode ser observado em grande parte de nomes políticos atuais.
Um instrumento pelo qual, não só o fundador, mas toda a família, ganhou prestígio vocacional, construindo uma nova percepção de Mossoró, que consolidava sua identidade como "O país de Mossoró", foi a editora Coleção Mossoroense, criada por Jerônimo Vingt-un Rosado Maia, em 1949, para levantar pesquisas à cerca da cidade e do estado do Rio Grande do Norte, desvendando suas causas problemáticas, agricultura e pecuária.

## Vereador, prefeito e deputado
Eleito vereador de Mossoró em 1948, ficou no cargo até 1953, quando deixou a Câmara Municipal ao ganhar o pleito para a prefeitura local. Em 1958, saiu da função para se tornar deputado estadual pelo Rio Grande do Norte. Na legenda da Frente Popular Democrática, coligação composta pela União Democrática Nacional (UDN) e o Partido Republicano (PR), tornou-se o primeiro vice-presidente da Assembleia Legislativa. Conhecido no Estado, elegeu-se deputado federal em 1962 pela legenda Aliança Democrática Trabalhista, coligação composta pelo Partido Social Trabalhista (PST) e UDN, tomando posse em fevereiro do próximo ano.
Com o fim dos partidos políticos devido ao Ato Institucional nº 2 e o consequente bipartidarismo, filiou-se à Aliança Renovadora Nacional (Arena), que apoiava o regime militar. Por essa legenda foi reeleito deputado federal em 1966, 1970 e 1974. Nesses doze anos, fez parte das comissões de Orçamento, Comunicações, de Energia, de Minas, Coordenador de Estudos do Nordeste, além das de Saúde, de Segurança Nacional e de Transportes. Também foi vice-presidente das comissões de Ciência e Tecnologia e Trabalho e Legislação Social.
Reeleito pela quarta vez em 1978, seguiu na vice-presidência da comissão de Ciência e Tecnologia e foi membro da Comissão do Interior. Quatro anos depois tomou posse como deputado federal pela quinta vez, agora pelo Partido Democrático Social (PDS), já que o bipartidarismo havia terminado. Ainda na Comissão do Interior nessa legislatura, faltou na votação da emenda Dante de Oliveira, que propunha a volta das eleições diretas para Presidente da República, em novembro de 1984. A emenda não foi aprovada e, com isso, votou em Paulo Maluf, candidato do regime militar, para o cargo máximo do executivo em 1985. No entanto, Tancredo Neves, da oposição, foi eleito. Neves, contudo, adoeceu e faleceu antes de assumir a função.

## Deputado constituinte
Na legenda do Partido do Movimento Democrático Brasileiro (PMDB), foi eleito deputado constituinte em 1986, tomando posse na Assembleia Nacional Constituinte em fevereiro do ano seguinte. Durante o mandato, foi titular da Subcomissão do Menor e do Idoso e das comissões da Família, Educação, Cultura e Esportes, Ciência e Tecnologia e Comunicação, além de substituto das comissões de Direitos Políticos, Direitos Coletivos e Garantias, Comissão da Soberania e dos Direitos e Garantias do Homem e da Mulher.
Nas principais votações da Assembléia Nacional Constituinte, foi contra a jornada de trabalho semanal de 40 horas, o turno sem intervalos de seis horas, a estatização do setor financeiro, a pena de morte, a apropriação da propriedade produtiva pelo Estado, a diminuição do direito à propriedade privada, a limitação para a obrigatoriedade dos pagamentos da dívida externa e legalização do jogo do bicho. Em contrapartida, foi à favor do fim das relações com países que apoiavam a discriminação racial, da proteção aos trabalhadores mediante a despedida sem justa causa, do teto de 12% para os juros, do fim do comércio de sangue, da extensão do mandato de José Sarney para cinco anos e da anistia aos empresários de pequeno porte.
Em outubro 1988, deixou a Assembléia Nacional Constituinte, já que a Constituição havia sido promulgado. Na Câmara dos Deputados deu continuidade as suas atividades até 1991, quando deixou o cargo sem tentar reeleição. Conhecido como o cacique do Oeste Potiguar, por causa da sua liderança na região, Vingt Rosado faleceu em dois de fevereiro de 1995.
| Eleição | Partido | Votos na eleição | Votos em Mossoró    |
| ------- | ------- | ---------------- | ------------------- |
| 1962    | UDN     | 24.527           | 9.679               |
| 1966    | ARENA   | 29.490           | Dados indisponíveis |
| 1970    | ARENA   | 40.009           | 16.469              |
| 1974    | ARENA   | 49.737           | 14.091              |
| 1978    | ARENA   | 44.743           | 17.360              |
| 1982    | PDS     | 43.421           | 17.482              |